# Кам'яниця Бочковичівська
Кам'яниця Бочковичівська — будинок на площі Ринок, 44 у Львові.

## Архітектура
Житловий будинок, XVIII століття. Перебудований у XIX столітті.
Цегляний, витягнутий у глиб ділянки, триповерховий. Зберіг характерний для середньовічної кам'яниці асиметричний трьохвіконний фасад.